# Isola West York
L'Isola West York, anche nota come Isola Likas (in inglese West York Island; in filippino Pulo ng Likas; in cinese 西月島/西月岛S, Xīyuè DǎoP; in vietnamita đảo Bến Lạc) è un'isola del Mar Cinese Meridionale, parte dell'arcipelago delle isole Spratly. Tenendo conto solo della superficie "naturale" delle isole dell'arcipelago (ovvero senza considerare gli incrementi dovuti alle attività di sottrazione di terra dal mare), West York è per dimensione la terza delle Spratly e la seconda tra quelle amministrate de facto dalle Filippine all'interno dell'arcipelago.
L'isola, disabitata, è militarmente occupata dalle Filippine fin dal 1974 e amministrata come parte della municipalità di Kalayaan, ma è rivendicata da Cina, Taiwan e Vietnam come parte del proprio territorio nazionale

## Geografia
West York si trova nella parte settentrionale dell'arcipelago delle Isole Spratly, a poco meno di 200 miglia nautiche a ovest dell'isola filippina di Palawan e a circa 250 miglia nautiche a nord-ovest dell'isola del Borneo, in pieno Mar Cinese Meridionale; le terre emerse più vicine sono altre due scogliere delle Spratly: lo Scoglio Irving, a meno di 12 miglia nautiche a sud-ovest, e lo Scoglio Menzies, a poco più di 13 miglia nautiche a nord-ovest.
L'isola rappresenta il punto permanentemente elevato sopra il livello del mare di una più vasta piattaforma sommersa contornata da una barriera corallina, piattaforma estesa per 3,5 chilometri lungo l'asse sudovest-nordest e per 1,5 chilometri lungo l'asse est-ovest. La piattaforma è sostanzialmente piatta e presenta una superficie di circa 1,48 chilometri quadrati, con altri 0,9 chilometri quadrati di pendio. Il punto più profondo della piattaforma si trova a circa 2 o 3 metri sotto la superficie del mare, ma altre zone presentano una profondità di circa un metro o anche meno e piccoli banchi di sabbia tendono a emergere in vari punti durante i periodi di bassa marea. Il pendio della barriera corallina è particolarmente allungato a nord, dove si estende per oltre un chilometro, ma è più stretto in altre zone; speroni e scanalature sono visibili ovunque e sono particolarmente pronunciati sul lato rivolto a nord-ovest.
West York occupa la parte meridionale della piattaforma. L'isola ha la forma di una lacrima, misura 740 metri dalla punta nordorientale alla punta sudoccidentale ed è larga 400 metri nel punto più ampio; la superficie emersa ammonta a circa 0,19 chilometri quadrati. L'isola è circondata da un anello di sabbia largo tra i 15 e i 30 metri simile a una spiaggia, ma per il resto è densamente ricoperta (per circa il 79% della sua superficie) da vegetazione e alberi, in particolare palme. L'acqua presente in superficie è molto salata e inadatta al consumo umano. L'isola è nota per essere un santuario delle tartarughe di mare.

## Infrastrutture
L'isola è relativamente incontamita dalle attività umane. Alcuni edifici sono stati realizzati in una radura nella parte sud-occidentale dell'isola. La Guardia costiera delle Filippine ha realizzato e mantiene in efficienza un faro nonché impianti di dissalazione dell'acqua e di pannelli solari per il sostentamento della piccola guarnigione stanziata sull'isola.